# Tyger Campbell
Tyger Campbell (Cedar Rapids, Iowa; 9 de enero de 2000) es un baloncestista estadounidense que pertenece a la plantilla del SC Rasta Vechta de la Basketball Bundesliga alemana. Con 1,80 metros de estatura, juega en la posición de base. Su nombre se lo pusieron sus padres por el golfista Tiger Woods.

## Trayectoria deportiva

### Universidad
Jugó cuatro temporadas como universitario con los Bruins de la Universidad de California en Los Ángeles, en las que promedió 11,1 puntos, 4,9 asistencias, 2,4 rebotes y 1,1 robos de balón por partido.
Fue incluido en sus tres últimas temporadas en el mejor quinteto de la Pac-12 Conference.  Terminó su carrera en el segundo lugar en la historia de los Bruins en asistencias profesionales (655) detrás de Pooh Richardson (833). Tuvo sólo 217 pérdidas de balón para una proporción de asistencia por pérdida de balón de 3,02 a 1.

#### Estadísticas
| Año     | Equipo | PJ       | PT       | MPP      | %TC      | %3P      | %TL      | RPP      | APP      | ROB      | TPP      | PPP      |
| ------- | ------ | -------- | -------- | -------- | -------- | -------- | -------- | -------- | -------- | -------- | -------- | -------- |
| 2018–19 | UCLA   | Redshirt | Redshirt | Redshirt | Redshirt | Redshirt | Redshirt | Redshirt | Redshirt | Redshirt | Redshirt | Redshirt |
| 2019–20 | UCLA   | 31       | 31       | 30.0     | .358     | .267     | .674     | 2.4      | 5.0      | .8       | .0       | 8.3      |
| 2020–21 | UCLA   | 32       | 32       | 33.7     | .429     | .250     | .772     | 2.1      | 5.4      | 1.1      | .0       | 10.4     |
| 2021–22 | UCLA   | 33       | 33       | 32.4     | .444     | .410     | .838     | 2.5      | 4.3      | 1.0      | .1       | 11.9     |
| 2022–23 | UCLA   | 37       | 37       | 32.0     | .378     | .338     | .856     | 2.6      | 5.0      | 1.2      | .0       | 13.4     |
| Total   | Total  | 133      | 133      | 32.0     | .402     | .329     | .791     | 2.4      | 4.9      | 1.1      | .0       | 11.1     |

### Profesional
Después de no ser seleccionado en el Draft de la NBA de 2023, firmó con Orlando Magic para disputar la NBA Summer League, pero no continuó en el equipo.
El 3 de agosto de 2023 fichó por el Saint-Quentin Basket-Ball de la LNB Pro A francesa.
El 10 de julio de 2024 firmó contrato por una temporada con el SC Rasta Vechta de la Basketball Bundesliga alemana.